# Джаниев, Хаял Султан оглы
Хаял Султан оглы Джаниев (12 октября 1993, Баку, Азербайджан) — российский и азербайджанский боец муай-тай и кикбоксинга. 3-х кратный Чемпион Мира и Европы. Чемпион Европы среди профессионалов, Чемпион мира по версии GPRO. Интерконтинентальный чемпион мира, чемпион России среди любителей. Выступал в таких промоушенах как  GLORY, Kunlun Fight, Top King, RAGE Arena, RCC MMA . Единственный россиянин, победивший мировую суперзвезду муай-тай Буакав Банчамек. На данный момент Хаял перешёл в ММА. Рекорд в ММА 2-0

## Биография
Хаял пришел в муай-тай, последовав примеру своего старшего брата - Рояла Джаниева. Самого Хаяла вдохновлял Буакав Банчамек, бои которого он пересматривал много раз в детстве. В начале карьеры ,по словам самого Хаяла, многое давалось ему с трудом, но он сумел перебороть себя и добиться высоких спортивных результатов. Псевдоним «Халк» ему дал кемеровский друг из-за темперамента Джаниева — по его собственному утверждению в жизни он спокойный, но если разозлить, то становится злым подобно одноименному персонажу.

### Спортивная карьера
Джаниев выступает за команду Vityaz Fight. Хаял считается одним из самых сильных профессиональных бойцов май-тай в России. 25 августа 2018 года состоялся его дебютный и пока единственный бой в одном из сильнейших промоушенов мира GLORY. Соперником был Джулио Лобо. В трехраундовом поединке российский спортсмен одержал победу решением судей.
Подготовкой Хаяла занимается заслуженный тренер России Олег Анатольевич Терехов и брат — Роял Джаниев.

### Бой с Буакавом Банчамеком
Противостояние двух спортсменов случилось в полуфинале турнира Top King World Series. Первый этап турнира был в Минске, где Хаял досрочно победил болгарского спортсмена. На втором этапе Джаниеву противостоял датчанин Никлас Ларсен, победа над которым дала ему дорогу в суперфинал. Хаял должен был биться со спортсменом из Армении, но тот выбыл из-за травмы, и жеребьевка свела его с Буакхау. Джаниев готовился к бою два месяца, проводя по 2 тренировки в день. Сборы проходили в Челябинске. Бой получился очень тяжелым. У россиянина была установка входить в клинч и работать локтям, чтобы таец не мог бить на дистанции ногами. Хаял воплотил план в жизнь на ринге. В первом раунде он сделал сильную сечку Буакхау локтем. Бой длился три раунда. Джаниев победил решением судей, но из-за полученных травм врачи запретили ему выйти на финальный поединок. Промежуток был слишком маленьким, чтобы успеть восстановиться.